# Corneli de Berghes
Corneli de Bergues (nascut el ? a ?, - mort a ?, el 1545 o 1560) era prebost de Lilla i príncep-bisbe del principat de Lieja de 1538 fins a la seva dimissió l'any 1544.
Era el fill de Corneli de Glimes, també anomenant Corneli de Berghes i de Maria-Magdalena de Stryen, senyora de Zevenbergen. Va estar-se molt de temps a la cort de Margarida d'Àustria. Carles V en voler assentar la seva autoritat a Lieja, va proposar Corneli com coadjutor, el que el capítol, molt afecte de les seves prerrogatives només va acceptar de malgrat després de llargues negociacions.
Tot just havia pujat a la càtedra de Lieja quan al 16 de juny de 1538 Corneli va convocar els estats generals de Lieja per a decidir tres punts: dissoldre l'exèrcit allistat pel seu predecessor Erard de la Mark, reparar les fortificacions del principat i intensificar la lluita contra el protestantisme, fidel als principis virulents de la contrareforma. La persecució dels dissidents religiosos va ser cruel i sense mercè: a la primera ona quatre homes van ser cremats, deu dones van ser ofegades en nom de l'amor de Crist. El 1542 va nomenar un inquisidor a Lovaina per la part del ducat de Brabant, que feia part de la diòcesi de Lieja. La seva política sectària i intolerant no va deixar records positius a la memòria col·lectiva dels Liegesos.
El març de 1544 va decidir de casar-se i va demetre. Després de la seva demissió no es troben moltes notícies. El lloc i la data de la seva mort no són gaire segurs.